# حیدرآباد (جیرفت)
حیدرآباد روستایی در دهستان گنج‌آباد بخش اسماعیلی شهرستان جیرفت استان کرمان ایران است.

## جمعیت
بر پایه سرشماری عمومی نفوس و مسکن در سال ۱۳۹۵ جمعیت این روستا ۴۹۰ نفر (۱۳۳ خانوار) بوده‌است.